# Karl Fürhapter
Karl Fürhapter (auch Firhapter, genannt Blinder Karl; * 3. November 1802 in Innervillgraten; † 3. Juni 1883 ebenda) war ein österreichischer Bildschnitzer.

## Leben

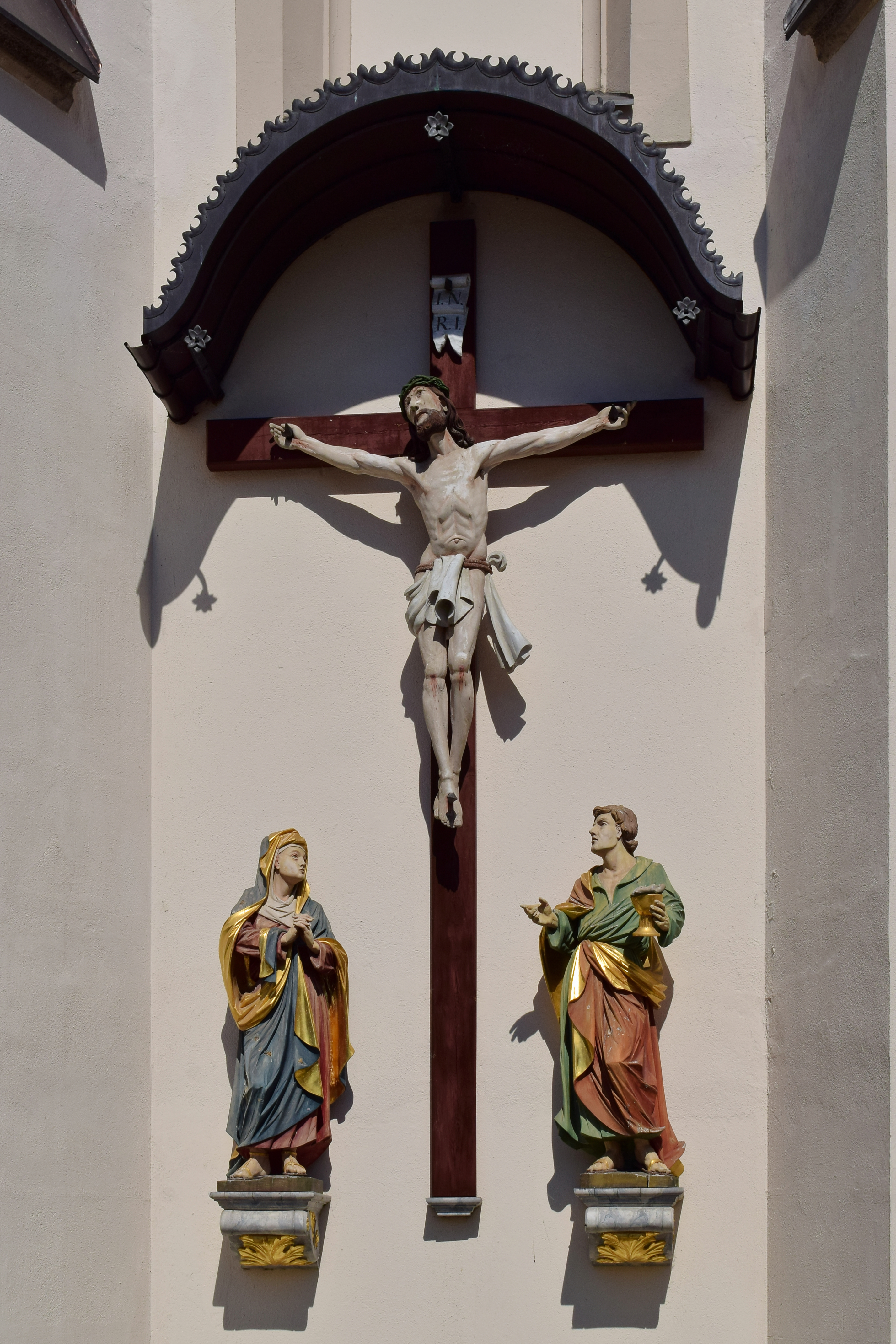
Kreuzigungsgruppe an der Chorwand der Pfarrkirche Innervillgraten (1852)

Karl Fürhapter war eines von dreizehn Kindern des Georg Fürhapter, Bauer am Unterkaftehof, und dessen Frau Maria, geb. Niederhofer. Er machte eine Lehre als Tischler und lernte danach, vermutlich im Defereggen oder in Innichen, das Bildschnitzen und Fassmalen. In Innervillgraten betrieb er eine Tischlerei und war nebenher kunsthandwerklich tätig. Fürhapter lebte in bescheidenen Verhältnissen, er war nie verheiratet, eine Schwester führte ihm den Haushalt. Bei einem Jagdunfall nach 1867 verlor der leidenschaftliche Jäger ein Auge. Er starb am 3. Juni 1883 an einer Lungenentzündung und wurde auf dem Friedhof in Innervillgraten bestattet.
Fürhapter schnitzte Köpfe von Hirschen, Rehen und Gämsen, die mit aufgesetzten Geweihen bzw. Hörnern verkauft wurden. Kruzifixe und Heiligenfiguren schuf er vorwiegend nach Vorlagen in barocken Formen mit guter künstlerischer Qualität.

## Werke
- Relief Englischer Gruß, Haus Jenewenz, Innervillgraten, nach 1820
- Prozessionsfigur eines schwebenden Schutzengels nach dem Vorbild Johann Paterers, Pfarrkirche Innervillgraten, um 1850
- Kreuzigungsgruppe an der Chorwand der Pfarrkirche Innervillgraten, 1852[1]
- Statuen der Wetterherren Johannes und Paulus, Filialkirche Hl. Geist in Ried (Pfarre Anras), nach 1850
- Jenewenz-Wegkreuz, Innervillgraten[2]